# Dieffenbach-lès-Wœrth
Dieffenbach-lès-Woerth är en kommun i departementet Bas-Rhin i regionen Grand Est (tidigare regionen Alsace) i nordöstra Frankrike. Kommunen ligger i kantonen Wœrth som tillhör arrondissementet Wissembourg. År 2022 hade Dieffenbach-lès-Woerth 335 invånare.

## Befolkningsutveckling
Antalet invånare i kommunen Dieffenbach-lès-Woerth
| Referens: INSEE |